# Бандура
Банду́ра — украинский многострунный щипковый музыкальный инструмент, играют на нём пальцами правой руки.
Бандура имеет овальный корпус и короткий гриф. Струны (на старых инструментах — 12—25, на современных — 53—70) частью натягиваются над грифом (так называемые басы, более длинные, низко звучащие), частью же прикрепляются к деке (так называемые приструнки, более короткие, звучащие высоко).
Бандура отличается полнотой звучания и ярким характерным тембром. Строй смешанный, в нижнем регистре квартово-секундовый, в верхнем преимущественно диатонический, в современных инструментах — хроматический. Играют на бандуре, защипывая струны пальцами с надетыми специальными «ногтями» или без них.
На Украине с XVII века бандура вытеснила кобзу, и название «кобза» перешло на бандуру.
Польский музыкальный инструмент, представляющий собой соединение украинской бандуры с гитарой — Бандура панская.

## Этимология
Слово бандура заимствовано из пол. bandura в Петровскую эпоху (конец XVII века — первая четверть XVIII века), которое в свою очередь восходит через итал. pandūra и лат. pandūra к др.-греч. πανδοῦρα — трёхструнная цистра, пандура, изобретение которой приписывалось богу Пану. От др.-греч. πανδοῦρα также возникли названия ряда других струнных инструментов: испанской бандуррии и мандоры, итальянской мандолы и мандолины, грузинского панду́ри, вайнахского по́ндара, лезгинского, аварского и кумыкского пандура.

## Происхождение
На фресках лестницы Киево-Софийского собора мы видим пять родов музыкальных инструментов; один из них в роде арфы, четвероугольный: то, вероятно, древние гусли, другой — труба, третий — флейта, четвертый — подобие украинской бандуры, или торбана, пятый — две металлические тарелки.
Возможной предшественницей бандуры является кобза. В пользу тезиса о происхождении бандуры от кобзы говорят такие факты:
- В XIX веке бандуры были симметричны, что присуще лютнеподобным инструментам.
- Основные струны расположены на корпусе бандур зовутся «приструнки», то есть как часть струн при основных струнах на шейке.
- Функциональные названия струн на грифе кобзы кое-где сохранились на бандурах.
- Общность традиционного репертуара и форм деятельности кобзарей и бандуристов.

## Устройство
Бандура состоит из:

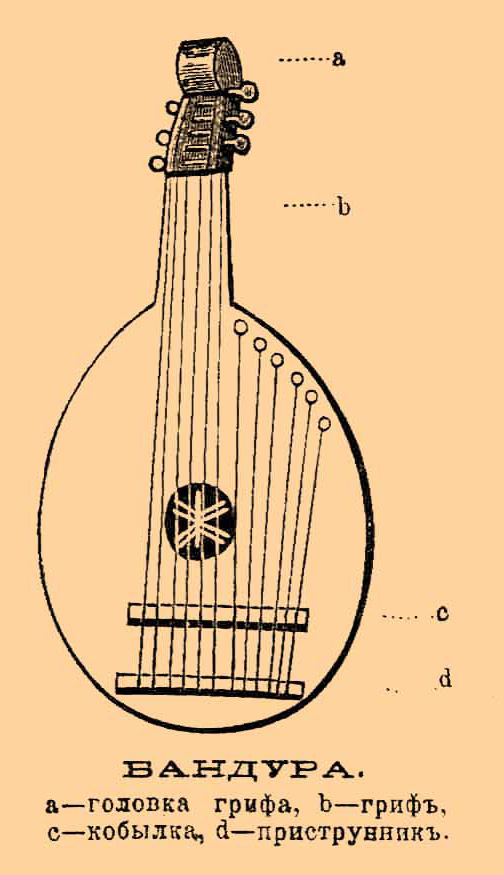
Бандура.

- кузова — имеет вид выпуклого овала, напоминающий выдолбленную тыкву; он называется спидняком[источник не указан 952 дня].
- короткий и широкий гриф, называемый ручкой;
- отогнутая часть грифа называется головкой, в которой сидят колки (килочки) для подтягивания и опускания струн.

Бандура делается обыкновенно из цельного липового дерева, имеет 12 (иногда 25—30) струн:
- 6 толстых и длинных;
- 6 более тонких и коротких.

Струны больших размеров зовутся бунтами и тянутся от приструнника вдоль деки и всего грифа, где в головке намотаны на килочки.

## Использование

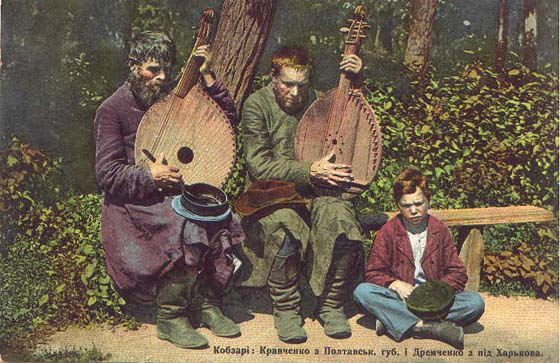
Кобзари или бандуристы Кравченко и Дремченко

Бандура родственна пандури или мандоре. Все эти инструменты через средневековую лютню происходят от тюркского инструмента копуза и ближневосточного уда. Изображение кобзы известны с XII века.
Ещё в XV веке украинских кобзарей приглашали к королевскому двору Польши, а в XVIII—XIX веках — к российскому императорскому двору. Выдающимися кобзарями прошлого были Тимофей Билоградський (известный лютнист, XVIII век), Андрей Шут (XIX век), Остап Вересай (XIX век).
В начале XIX века старосветская бандура вытеснила кобзу. В разное время бандура имела от 7—9 до 20—30, а то и больше струн, изготовленных из жил, позже их обвивали медным проводом. Большое распространение бандура получила среди украинского казачества. На бандурах играли странствующие слепцы-бандуристы, которые исполняли песни специфических жанров — исторические, думы, псалмы, канты и т. д.
Диатоническая многострунная бандура — это музыкальный инструмент с арфоподобным способом игры (без пережима струн на грифе). Образец 1840 (ошибочно датированный 1740) года находится в Санкт-Петербургской консерватории под названием «бандура Недбайло».

В начале XIX века существовали и лютнеподобные многострунные музыкальные инструменты, которые «украинизировались», стали называться бандурами, а исполнители на них — бандуристами.
Сравнивая бандуры с бандурой Остапа Вересая, можно сделать выводы, что на бандурах основными струнами для игры были коротенькие приструнки, расположенные справа от грифа над декой инструмента, а басы на грифе несли второстепенную роль. На бандуре же Вересая основные функции в исполнении мелодии и басов заложены в способе игры на грифе (как на гитаре), а шесть приструнок выполняли дополнительную функцию — увеличение диапазона при игре в одной позиции (народный способ игры, при котором рука не двигается вверх по грифу, а находится в одном месте).
Любая открытая струна (особенно жильная) звучит лучше не прижатой к грифу. Овладеть игрой на инструменте со стабильной высотой звука гораздо легче. Поэтому первые приструнки и подтолкнули музыкантов к созданию нового многострунного музыкального инструмента, который в XIX веке вытеснил лютнеподобную кобзу, переняв от неё определённые исполнительские традиции, а в некоторых сельских регионах и название самого инструмента.

## Переносное значение
В переносном смысле слово «бандура» означает громоздкий и нескладный предмет.